# Carmarthen (circonscription du Parlement britannique)
Pour les articles homonymes, voir Carmarthen (homonymie).
La circonscription de Carmarthen est une ancienne circonscription électorale du Royaume-Uni. Comme son nom l'indique, elle correspondait à la ville de Carmarthen, chef-lieu du comté de Carmarthenshire, au pays de Galles.
La ville envoie un député à la Chambre des communes dès 1542. À partir du Reform Act 1832, la circonscription inclut également la ville voisine de Llanelli. Le Representation of the People Act 1918 modifie le découpage électoral et attribue à la circonscription de Carmarthen la majeure partie du territoire du Carmarthenshire, à l'exception de Llanelli et de sa région. La circonscription est abolie en 1997 et remplacée par deux nouvelles circonscriptions : Carmarthen East and Dinefwr et Carmarthen West and South Pembrokeshire.
En 1966, une élection partielle dans la circonscription de Carmarthen est remportée par Gwynfor Evans, qui devient le premier membre du parti nationaliste Plaid Cymru à être élu à la Chambre des communes.

## Membres du parlement (1918-1997)
| Élection     | Député                  | Parti | Parti                     | Majorité |
| ------------ | ----------------------- | ----- | ------------------------- | -------- |
| 1918         | John Hinds              |       | Parti libéral (coalition) | N/A      |
| 1922         | John Hinds              |       | Parti national-libéral    | 3 725    |
| 1923         | Ellis Ellis-Griffith    |       | Parti libéral             | 4 311    |
| 1924         | Alfred Mond             | 4 409 | Parti libéral             |          |
| 1924         | Alfred Mond             | 9 328 | Parti libéral             |          |
| 1928         | William Nathaniel Jones | 47    | Parti libéral             |          |
| 1929         | Daniel Hopkin           |       | Parti travailliste        | 653      |
| 1931         | Richard Thomas Evans    |       | Parti libéral             | 1 214    |
| 1935         | Daniel Hopkin           |       | Parti travailliste        | 5 235    |
| 1941         | Moelwyn Hughes          | N/A   | Parti travailliste        |          |
| 1945         | Rhys Hopkin Morris      |       | Parti libéral             | 1 279    |
| 1950         | Rhys Hopkin Morris      | 187   | Parti libéral             |          |
| 1951         | Rhys Hopkin Morris      | 467   | Parti libéral             |          |
| 1955         | Rhys Hopkin Morris      | 3 333 | Parti libéral             |          |
| 1957         | Megan Lloyd George      |       | Parti travailliste        | 3 069    |
| 1959         | Megan Lloyd George      | 6 633 | Parti travailliste        |          |
| 1964         | Megan Lloyd George      | 6 214 | Parti travailliste        |          |
| 1966         | Megan Lloyd George      | 9 233 | Parti travailliste        |          |
| 1966         | Gwynfor Evans           |       | Plaid Cymru               | 2 436    |
| 1970         | Gwynoro Jones           |       | Parti travailliste        | 3 907    |
| février 1974 | Gwynoro Jones           | 3     | Parti travailliste        |          |
| octobre 1974 | Gwynfor Evans           |       | Plaid Cymru               | 3 640    |
| 1979         | Roger Gareth Thomas     |       | Parti travailliste        | 1 978    |
| 1983         | Roger Gareth Thomas     | 1 154 | Parti travailliste        |          |
| 1987         | Alan Wynne Williams     | 4 317 | Parti travailliste        |          |
| 1992         | Alan Wynne Williams     | 2 922 | Parti travailliste        |          |